# Sindicato Único de Trabajadores de la Educación del Perú
El Sindicato Unitario de Trabajadores de la Educación del Perú (SUTEP, también conocido como el Sindicato Único de Trabajadores de la Educación del Perú antes de 1984) es un sindicato peruano que agrupa a docentes que trabajan en colegios públicos. Es el sindicato con mayor cantidad agremiados en el Perú, y fue uno de los primeros reconocidos por el Ministerio de Educación.

## Historia
Fundado el 6 de julio de 1972 en la ciudad del Cusco, tuvo como primer Secretario General a Horacio Zeballos Gamez. Se influencia de corrientes políticas de izquierda como Patria Roja. El sindicato tomó el rol de reclamar el presupuesto de los profesores en el país, que marcó notablemente en la huelga de 1977 con 120 mil maestros de primaria y secundaria en pie, amenazados por la separación de su carrera magisterial. En 1984, tras una huelga, el SUTEP tuvo reconocimiento legal. En la década de 1980, Sendero Luminoso intentó infiltrar el SUTEP para usar el sindicato como medio para adoctrinar a los estudiantes. Como parte de esta estrategia, se creó el organismo generado Coordinadora Clasista Magisterial.
Durante el régimen de Alberto Fujimori, el SUTEP organizó diversas acciones en contra de los intentos de privatizar la educación. En 2003, tras llegar a unos acuerdos con el gobierno de Alejandro Toledo durante el estado de emergencia; un sector de los sindicalistas se separó para formar el CONARE (Comité Nacional de Reorientación del SUTEP) bajo la dirigencia del profesor huancaíno Robert Huaynalaya Camposano, vinculado a la facción Pro-Seguir de Sendero Luminoso.
En el año 2007, convocó a una marcha donde se rechazó la Ley de Carrera Pública Magisterial. Durante el gobierno de Ollanta Humala, se intentó dividirla a través de la Coordinadora Nacional Magisterial.

## Secretarios Generales
- Horacio Zeballos Gámez Fundador y líder histórico (1972 – 1975 / 1978 – 1981)
- César Barrera Bazán (1975 – 1977 / 1981 - 1984)
- Carlos Salazar Pasache (1984 -1986)
- Olmedo Auris Melgar (1987 -1989/ 2000 - 2003)
- José Ramos Bosmediano (1989 -1992/ 1995 - 1997)
- Soledad Lozano Costa (1992 -1995)
- Luberliz Cáceres Tantarico (1997 -2000)
- Nilver López Ames (2003 -2005)
- Caridad Montes Rebaza (2005 – 2007)
- Hamer Villena Soto (2009 - 2011 / 2013 - 2016)
- René Ramírez Puerta (2011 - 2013)
- Alfredo Velásquez Acosta (2016 - 2019)
- Lucio Castro Chipana (2019 - 2022 / 2022 - 2025)[14]